# Воронин, Николай Павлович
Воронин Николай Павлович (26 августа 1947, Советская Гавань — 2 мая 2020, Ярославль) — вице-губернатор Ярославской области (2000—2006), заместитель губернатора (2006—2007), ректор ЯГПИ (1985—1989).

## Биография
Родился 26 августа 1947 г. в г. Советская Гавань, в семье служащих. С 1966 по 1970 гг. учился на историко-филологического факультета Ярославского государственного педагогического института им. К. Д. Ушинского (ЯГПИ), получил специальность «преподаватель истории и обществоведения».
В 1970 г. поступил в аспирантуру на кафедру психологии ЯГПИ, которую окончил в 1973 г. В 1974 г. стал кандидатом психологических наук. Последовательно прошёл все ступени служебной лестницы: с 1973 по 1982 гг. — ассистент, старший преподаватель, доцент, заведующий кафедрой психологии; с 1982 по 1983 гг. — декан факультета начальных классов; с 1983 по 1985 гг. — проректор по учебной работе; с 1985 по 1989 гг. — ректор ЯГПИ.
В период перестройки был назначен секретарём Ярославского обкома КПСС по идеологии (1989—1990). В 1991 г. вернулся к преподавательской деятельности в ЯГПИ. С середины 1990-х гг. вновь на административной работе: в 1994—1996 гг. состоял советником губернатора по высшей школе, в 1996 −1997 гг. руководил аппаратом губернатора области, в 1997—2000 гг. — заместитель губернатора-руководитель аппарата администрации Ярославской области.
С 2000 по 2006 гг. занимал пост вице-губернатора Ярославской области, с 2006 по 2007 гг. — заместитель губернатора Ярославской области. Курировал высшую школу, силовые структуры, оказывал поддержку развитию науки в крае. С 2007 г. — советник губернатора Ярославской области.
По совместительству работал профессором кафедры психологии Ярославского государственного педагогического университета им. К. Д. Ушинского, действительный член Академии естественных наук и Международной академии информатизации.
С 2008 года — директор института филологии ЯГПУ, профессор.
Умер 2 мая 2020 года.